# Tri Tokjé Togtsen
Tri Tokjé Togtsen was de zevenentwintigste tsenpo, ofwel koning van Tibet. Hij was een van de legendarische koningen en de vierde van de vijf verenigende koningen met de naam Tsen (300-493).